# Pagan metal
A pagan metal nem egy önálló zenei stílus, hanem egy gyűjtőfogalom, ahová olyan extreme metal zenekarok tartoznak, melyek a hagyományos, népi kultúrájuk által ihletett szövegeket és/vagy zenéket írnak. Mivel a kereszténység ezeket a hagyományokat általában elnyomta és pusztította, természetes az e vallás iránti ellenszenv.
Stílusilag leginkább folk, viking, és black metal zenekarok tartoznak ide, de nem minden ilyen stílusú zenekar pagan metal is.